# Aleksander Chodźko
Aleksander Chodźko Borejko, född 30 augusti 1804 i Krzywicze (nu Kryvіtjy i Belarus), död 27 december 1891 i Noisy-le-Sec, Frankrike, var en polsk orientalist och slavist.
Chodźko studerade vid orientaliska institutet i Sankt Petersburg och utgav där ett band Poezye (1829), innehållande dikter i den polsk-romantiska skolans smak liksom översättningar från Aleksandr Pusjkin och George Gordon Byron samt arabiskan och persiskan. 
Åren 1829-41 var Chodźko rysk konsul i den persiska staden Rasht och 1857-84 professor i slaviska litteraturen vid Collège de France i Paris. Han utgav bland annat Grammaire persane (1852), Grammaire paléoslave (1869), Études bulgares (1875), Les chants historiques de l'Ukraine (1879) och översättningar av gammalslaviska legender från medeltiden.